# Sylvester (kráter)

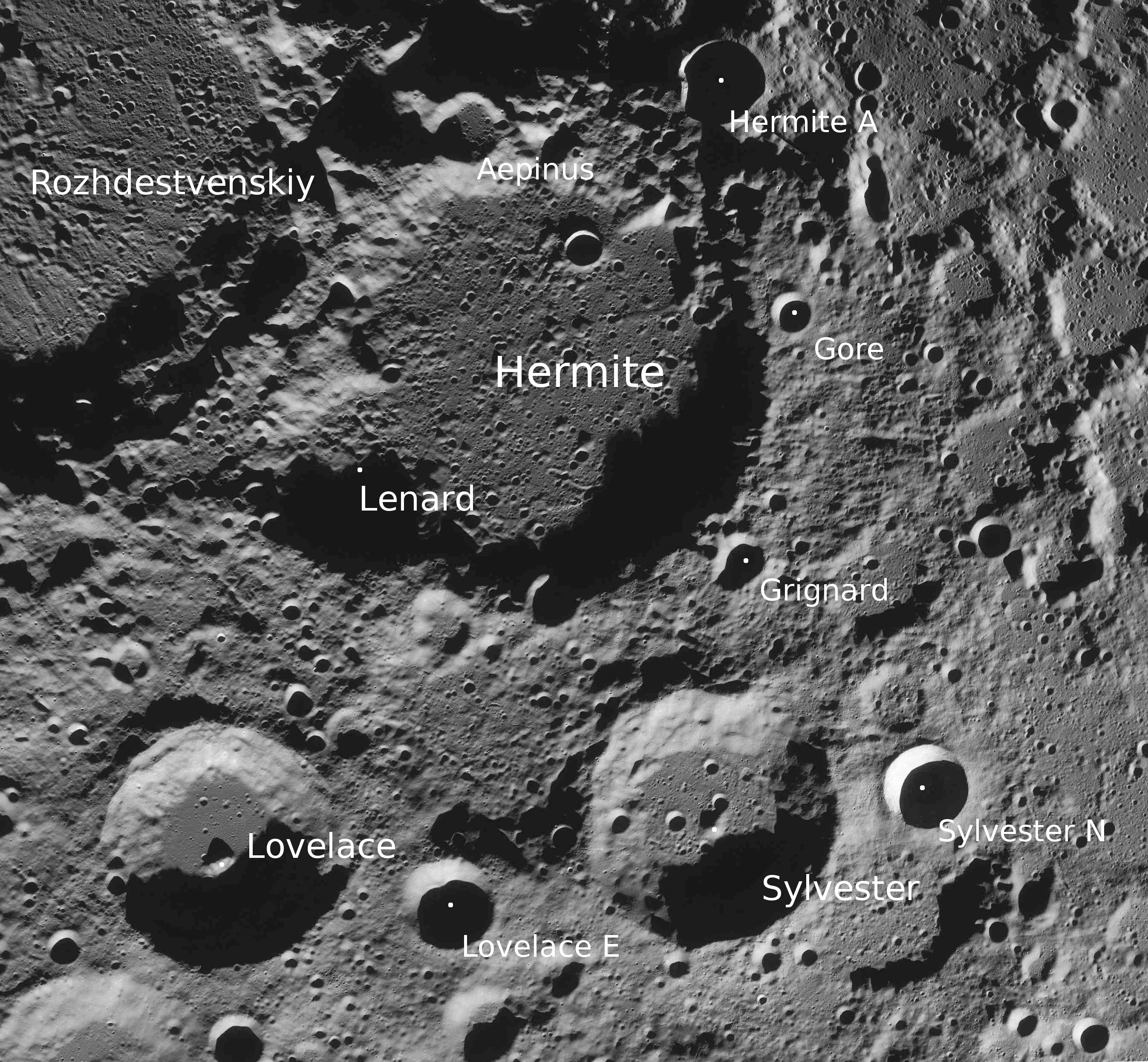
Poloha kráteru Sylvester.

Sylvester je impaktní kráter nacházející se blízko severního pólu v librační oblasti Měsíce. Ze Země je tedy pozorovatelný jen občas a i tak s velkým zkreslením. Vzhledem k jeho poloze na něj dopadá sluneční svit pod nízkým úhlem. Kráter má průměr 58 km. Na dně je malý centrální pahorek. Severně leží větší kráter Hermite a západně pak Lovelace.

## Catena Sylvester
Jižně od Sylvestera se táhne údolí Catena Sylvester, které je pojmenované podle hlavního kráteru. Vine se od severo-severozápadu směrem k jiho-jihovýchodu, přičemž udržuje přibližně rovný tvar.

## Název
Pojmenován byl na počest anglického matematika Jamese Josepha Sylvestera, který značně přispěl k teorii čísel a kombinatorice.

## Satelitní krátery
V okolí kráteru se nachází několik dalších kráterů. Ty byly označeny podle zavedených zvyklostí jménem hlavního kráteru a velkým písmenem abecedy.
| Sylvester | Sel. šířka | Sel. délka | Průměr |
| --------- | ---------- | ---------- | ------ |
| N         | 82,4° S    | 67,3° Z    | 20 km  |